# Tim Bendzko

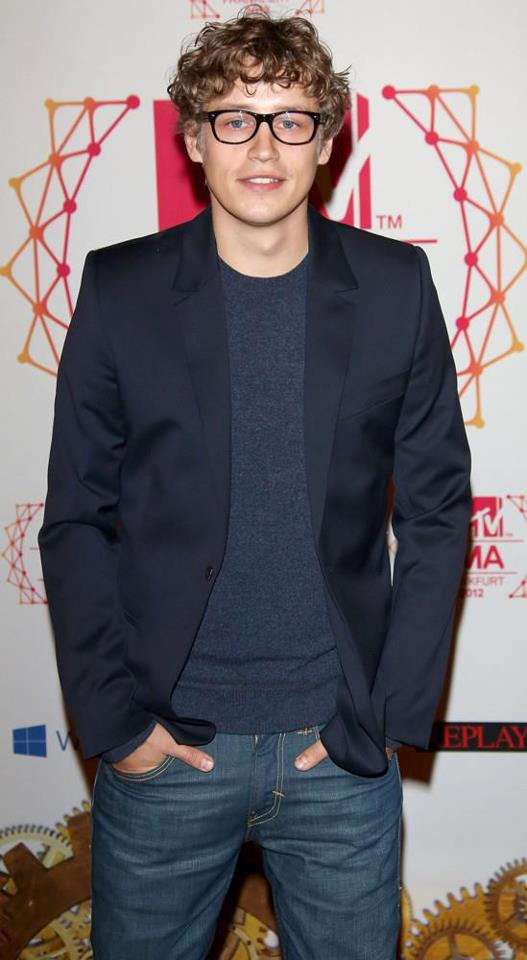
Tim Bendzko (2012)

Tim Bendzko (n. 9 aprilie 1985, Berlinul de Est) este un cantautor german. Popularitatea la nivel național a realizat-o cu piesa Nur noch kurz die Welt retten, câștigând concursul Bundesvision Song Contest.

## Premii și nominalizări

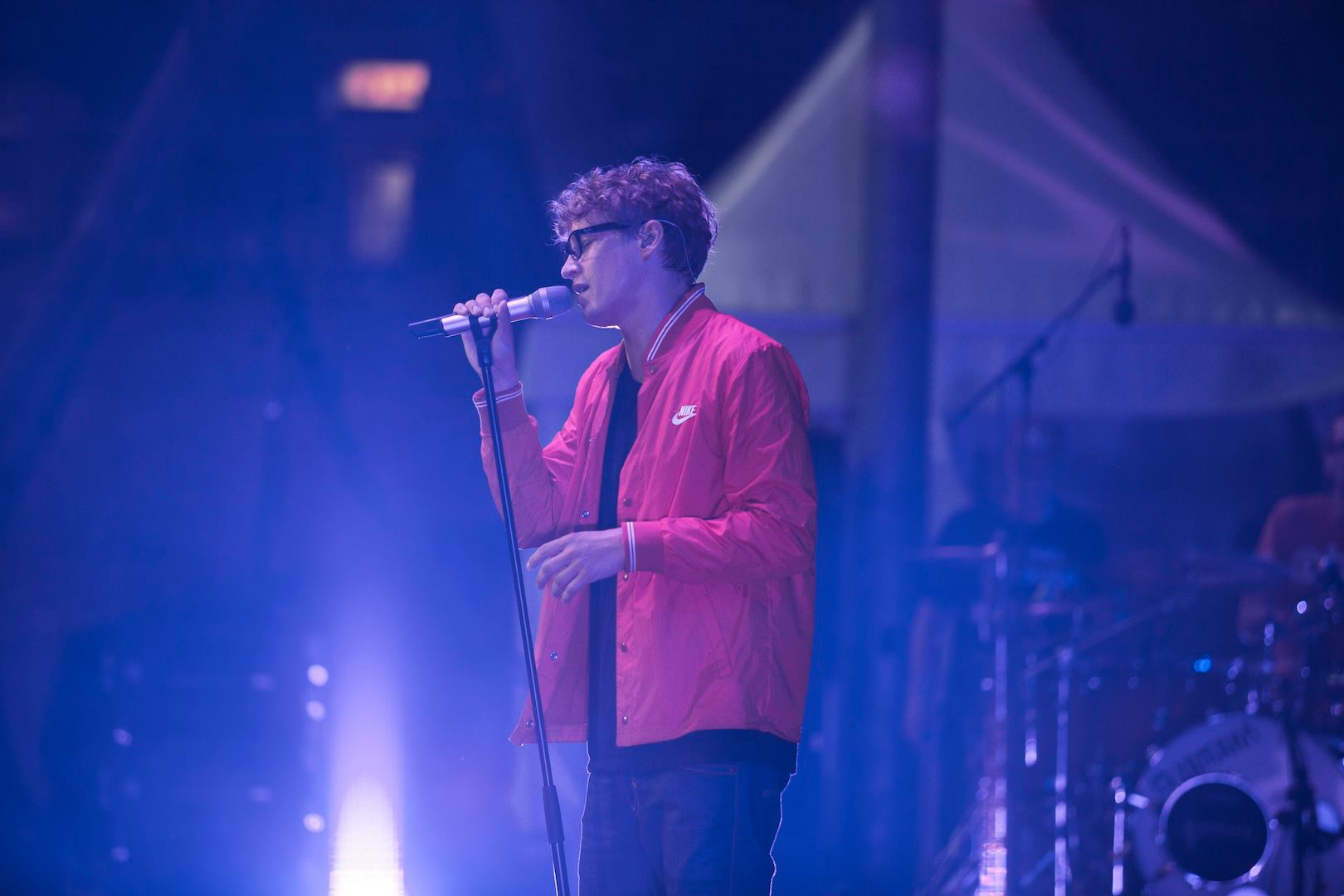
Tim Bendzko la Berliner Waldbühne (August 2013)

- 2011: Gewinner des Bundesvision Song Contest 2011[1]
- 2011: Audi Generation Award 2011 în categoria Musik[2]
- 2011: Bambi 2011 în categoria Newcomer[3]
- 2011: 1 Live Krone în categoria Beste Single[4]
- 2012: ECHO 2012 în categoria Newcomer National[5]
- 2012: Steiger Award în categoria Nachwuchs[6]
- 2012: MTV Europe Music Awards 2012 în categoria Bester deutscher Act[7]
- 2012: 1 Live Krone in der Kategorie Bester Künstler[8]
- 2014: Goldene Kamera in der Kategorie Beste Musik National[9]
- 2014: ECHO 2014 în categoria Rock/Pop national
- 2014: World Music Award în categoria cel mai bun German Act

## Discografie

### Albume
| - 2011: Wenn Worte meine Sprache wären - 2013: Am seidenen Faden |